# 郭冬生
郭冬生，中华人民共和国政治人物、全国脱贫攻坚先进个人。

## 生平
郭冬生任甘肃省定西市漳县原县委常委、副县长（挂职），中华女子学院（全国妇联干部培训学院）儿童发展与教育学院副院长。因在脱贫攻坚战中作出突出贡献，2021年2月25日全国脱贫攻坚总结表彰大会上，郭冬生被授予“全国脱贫攻坚先进个人”。